# Xoaquín Fernández Leiceaga
Xoaquín María Fernández Leiceaga (Noia, la Corunya, 6 de gener de 1961) és un economista i polític gallec, portaveu del PSdeG-PSOE al Parlament de Galícia.

## Trajectòria
Doctor en Economia per la Universitat de Santiago de Compostel·la (1990), és professor titular d'economia aplicada. Militant d'Estudantes Revolucionarios Galegos (1978-1984), el 1981 va ser escollit el seu secretari nacional. Va formar part de la comissió gestora del Bloque Nacionalista Galego després de la seva fundació (1982). Primero tinent d'alcalde de l'ajuntament de Noia (1987), va ser vicerector econòmic de l'USC (1990-1994). Va intervenir en la formació del Col·lectiu Avante al BNG i es va integrar a Unidade Galega quan va entrar a formar part del BNG el 1994. Va ser director de l'Institut Universitari d'Estudis i Desenvolupament de Galícia (IDEGA) entre 1998 i 1999. Va ser regidor de l'ajuntament de Santiago de Compostel·la el 1999 i delegat d'Hisenda, Pressupostos, Patrimoni i Mercats i membre de la comissió de govern. El 2002 va ser escollit secretari de finances del BNG, però va dimitir al mes d'octubre i va passar a formar part del PSdeG-PSOE. Va ser escollit parlamentari per la província de la Corunya a les eleccions autonòmiques de 2005 i de eleccions autonòmiques de 2009, càrrec que va ocupar fins al 2012. Va ser el candidat a la presidència de la Xunta de Galicia a les eleccions autonòmiques de 2016, després de guanyar en el procés de primàries del partit a José Luis Méndez Romeu.

## Obres
- Economía (política) do monte galego, 1990.
- Capital estranxeiro e industrialización en Galicia, 1993.
- Fecundidade e actividade en Galicia, 1970-1993, 1996.
- El impacto de las multinacionales en las economías de acogida, 1998
- Estrutura económica de Galiza, 2000 (amb E. López Iglesias).
- Agosto de memoria e morte, 2015.

### Obres col·lectives
- Avellentamento demográfico e consecuencias socioeconómicas, 2001 (director).
- Catro ensaios sobre a esquerda nacionalista, 1990.

## Premis
- Premi San Martiño de normalització lingüística (1991)
- Premi de la Crítica de Galícia d'Investigació (1994)